# Carolina Cuervo
Carolina Cuervo Navia (Bogotá, 1 de octubre de 1979) es una actriz colombiana de cine y televisión. Empezó a actuar desde los cinco años. Tiene una larga trayectoria en teatro, cine y televisión. Es prima de la también actriz Cecilia Navia. En 2009 escribió su primer libro titulado "Nueve maneras de morir", que tuvo la colaboración de Ana María Orozco como ilustradora.

## Filmografía

### Televisión
| Año       | Título                                | Personaje                   |
| --------- | ------------------------------------- | --------------------------- |
| 2023      | Ana de nadie                          | Camila Ocampo Franco        |
| 2022      | Cochina envidia                       | Ana                         |
| 2020      | La venganza de Analía                 | Liliana                     |
| 2020      | Decisiones: Unos ganan, otros pierden | Jessica Vélez               |
| 2018      | Garzón                                | Lucy Garzón                 |
| 2017      | La ley del corazón                    | Inés                        |
| 2016      | Anónima                               | Susana                      |
| 2015      | Las santísimas                        | Francisca Ramírez           |
| 2015      | La tusa                               |                             |
| 2014      | El estilista                          | Silvia Fernández            |
| 2013      | Mamá también                          | Carolina Medina "La Profe"  |
| 2008      | Tiempo final                          | Jacqueline                  |
| 2008      | El cartel                             | Susana de Cadena            |
| 2008      | La pasión según nuestros días         | Myriam                      |
| 2007      | Pura sangre                           | Azucena Castaño de Chaparro |
| 2007      | Sin retorno                           | Paula                       |
| 2007      | Mujeres asesinas                      | "Laura, abandonada"         |
| 2006      | Por amor                              | Manuela                     |
| 2006      | La lotería                            |                             |
| 2004      | La esquina                            |                             |
| 2004      | La saga, negocio de familia           | Yolanda                     |
| 2003      | El auténtico Rodrigo Leal             | Lucía Villamil              |
| 2001      | Solterita y a la orden                | Camila Iglesias             |
| 1999-2001 | Francisco el Matemático               | Ana María Londoño           |
| 1998      | Corazones de asfalto                  | Patricia                    |
| 1998      | La sombra del arco iris               | Marcela Forero              |
| 1996      | Prisioneros del amor                  | Azucena                     |
| 1992-1997 | Oki Doki                              | Canela                      |
| 1991      | Maxi-mini                             |                             |
| 1990      | Una por tres                          |                             |
| 1985      | El ángel de piedra                    |                             |
| 1987      | Jeremías mujeres mías                 |                             |
| 1987      | Creo en mi                            |                             |
| 1983      | Historias juveniles                   |                             |
| 1983-1989 | Pequeños gigantes                     |                             |
| 1982      | Suspenso 7 y 30                       |                             |

## Reality
| Año  | Título               | Personaje    |
| ---- | -------------------- | ------------ |
| 2024 | MasterChef Celebrity | Participante |
| 2018 | Enamorándonos        | Presentadora |

## Cine
| Año  | Título                      | Personaje           |
| ---- | --------------------------- | ------------------- |
| 2017 | Fortuna Lake                | The Nurse           |
| 2012 | Cápsulas                    | Lupe                |
| 2008 | Cuando vuelva a llover      |                     |
| 2005 | Petición de mano            |                     |
| 2007 | El otro lado                |                     |
| 2007 | Love in the time of cholera | Lady Daughter       |
| 2006 | Soñar no cuesta nada        | Prostituta Wiskería |

## Teatro
| Año  | Título                   | Personaje |
| ---- | ------------------------ | --------- |
| 2023 | Woyzeck                  |           |
| 2012 | Veneno                   |           |
| 2012 | Monólogos de la vagina   |           |
| 2006 | Cabaret                  |           |
| 2005 | Carta de una desconocida |           |
| 2002 | Entretelones             |           |